# Жужелица Михайлова
Жужелица Михайлова (лат. Carabus (Morphocarabus) michailovi) — вид жуков-жужелиц из подсемейства собственно жужелиц. Видовое название дано в честь Кирилла Глебович Михайлова — видного специалиста по систематике и фаунистике пауков, старшего научного сотрудника Зоомузея МГУ. Малоизученный редкий вид, известный только лишь по немногим экземплярам. Впервые вид был описан в 1992 году.

## Описание
Вероятно, эндемичный для Южного Алтая. Распространен в высокогорьях хребта Сарымсакты на Южном Алтае. Встречается на высотах 2600—2900 м. над уровнем моря. Жуки и личинки третьего возраста встречаются в первой декаде августа. Вероятно, вид дает два поколения за год — в начале и в конце лета.

## Охрана
Причина сокращения численности — перевыпас скота в местах обитания. Занесён в Красную книгу Казахстана.